# 日本建築防災協会
一般財団法人日本建築防災協会（にほんけんちくぼうさいきょうかい）は、耐震改修に必要な資金の貸付けに係る債務の保証を行う団体である。元国土交通省所管。

## 概要
- 所在：東京都港区虎ノ門2-3-20
- 設立　1973年
- 主な役員
  - 理事長：杉藤　崇

## 事業
- 建築防災の研究